# Alsó Duna-bástya
Az Alsó Duna-bástya, más néven Alsó Duna-rondella egyike volt a 15. század második felében épült pesti városfal erősítő bástyáinak. Helye a mai Váci utca déli végén volt, a mai Fővám téren. A mai Vámház körút felé a Pálosok bástyája, a Duna felé a Lipót bástya csatlakozott hozzá. 1787-ben lebontották.